# Aristoksen iz Tarenta
Aristoksen iz Tarenta je u povijesti filozofije ostao zabilježen kao peripatetik koji je u školu kojoj je pripadao unio neke kasne pitagorejske ideje, primjerice stav da je duša harmonija tijela. Dakako, temeljem spomenutog stajališta uslijedilo je negiranje besmrtnosti duše. Glede naravoznanstvenog rada, tj. njegovih empirijskih istraživanja, bio je i ostao vjerni Aristotelov sljednik. 